# Curentul Australiei de Vest
Curentul Australian de Vest este un curent marin rece în Oceanul Indian, care se deplasează de la sud spre nord pe lângă coastele vestice ale Australiei. Viteza curentului alcătuiește 0,7-1,1 km/h, iar temperatura în februarie este de la +19 în partea sudică până la 26°C în cea nordică și în august, respectiv, de la +15 până la +21°C. Salinitatea este de 35,5-35,7‰. În regiunea tropicală Curentul Australiei de Vest trece în Curentul Ecuatorial de Sud.

## Sursă
Enciclopedia sovietică moldovenească, Chișinău, 1972, vol. 3, p. 542